# كارين يونغ (مغنية أمريكية)
كارين يونغ (بالإنجليزية: Karen Young)‏ هي مغنية أمريكية، ولدت في 23 مارس 1951 في فيلادلفيا في الولايات المتحدة، وتوفيت في 26 يناير 1991.

## وصلات خارجية
- كارين يونغ على موقع ميوزك برينز (الإنجليزية)
- كارين يونغ على موقع ديسكوغز (الإنجليزية)